# Edward Palmer Thompson
Pour les articles homonymes, voir Edward Palmer, Palmer, Edward Thompson (homonymie) et Thompson.
Edward Palmer Thompson (3 février 1924 - 28 août 1993) est un historien britannique, spécialiste de l’histoire sociale et culturelle du Royaume-Uni et particulièrement du monde ouvrier. Socialiste d'inspiration marxiste, militant pacifiste et « intellectuel engagé », il est un des principaux historiens britanniques de la seconde moitié du XXe siècle, « une figure atypique d'intellectuel britannique, alliant l'érudition au militantisme ».

## Un franc-tireur du monde universitaire et politique britannique

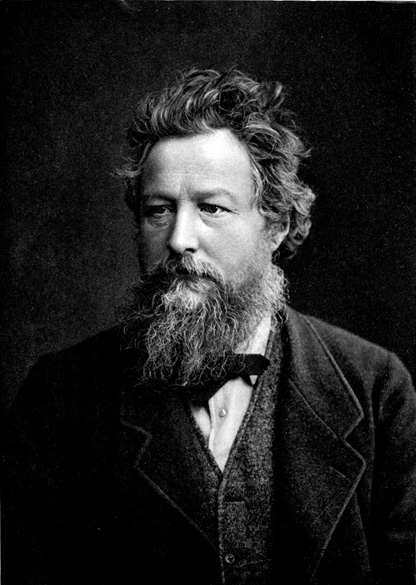
William Morris, sujet d'étude initial et modèle politique de Thompson

E. P. Thompson est né en 1924 à Oxford d'un père missionnaire presbytérien au Bengale, Edward John Thompson (1896-1946), et d'une mère américaine, fille d'un missionnaire, fondateur de l'université américaine de Beyrouth, Theodosia Jessup (1892–1970). Il abandonne ses études en 1941, à 17 ans, pour s'engager dans l'armée britannique : il combat notamment dans une unité blindée lors de la campagne d'Italie ; il participe par exemple à la bataille de Monte Cassino, puis à la prise de Pérouse, sur laquelle il reviendra lors d'une rencontre du mouvement pour la paix en Italie en 1984. Il adhère dans le même temps au Parti communiste de Grande-Bretagne.
À l'issue de la guerre, il visite la Yougoslavie de Tito. Il dirige ensuite des cours du soir (extramural studies) pour adultes dans le Yorkshire, où il enseigne la littérature et l'histoire.
Il participe en 1946 au Communist Party Historians Group, avec notamment Christopher Hill, Eric Hobsbawm, Rodney Hilton et Dona Torr ; certains d'entre eux sont à l'initiative de la création, dans le courant de 1951 d'une revue destinée à avoir une grande influence, Past & Present; Thompson toutefois n'entrera au comité de rédaction qu'en février 1969, après y avoir publié un premier article en 1967. De fait, « E. P. Thompson est un outsider académique, qui reste toute sa vie extérieur au monde d'Oxbridge, et un franc-tireur idéologique » : il quitte en 1956 le parti communiste pour protester contre l’intervention soviétique en Hongrie et contribue à la recomposition de la gauche marxiste britannique, la Nouvelle gauche (« New Left ») dans les années 1960. Il joue ainsi un rôle important, avec Perry Anderson ou Eric Hobsbawm, dans la création de la New Left Review en 1960.
À la suite de la publication de La formation de la classe ouvrière (1963), il est recruté en 1966 comme professeur à la toute jeune université de Warwick, où il prend la direction du Centre for Study of Social History. Il quitte avec fracas cette université en 1971 après avoir dénoncé ce qu'il considérait comme des compromissions de la direction de cette université pour recueillir des financements des groupes privés. N'ayant plus de revenus liés à l'enseignement, il vivra le reste de sa vie de sa plume dans des conditions relativement modestes.
Les résultats de ses travaux sont publiés dans plusieurs ouvrages au cours des années 1970, et finalement, peu avant sa disparition, dans Customs in Common (1991).
Idéologiquement marqué par le socialisme anti-industriel du sujet de ses premières recherches, William Morris, E. P. Thompson « prône un humanisme marxiste teinté de radicalisme plébéien ».
Il meurt à Worcester en 1993, à l'âge de 69 ans.

## Travaux

### Promoteur d'une histoire «par le bas» («history from below»)
Pour l'historien Rohan McWilliam, « c'est un fait indiscutable que Thompson a défini les paradigmes et fixé le programme des historiens qui travaillent sur les XVIIIe siècle et XIXe siècle anglais, quel que soit leur degré d'accord avec les conclusions de ses travaux ». Ainsi, E. P. Thompson fait figure de précurseur et de modèle d'une nouvelle manière d'écrire l'histoire, une new social history britannique « soucieuse d'exhumer les voix héroïques des vaincus de la postérité », contre une histoire économique et sociale quantitative plus structurale, incarnée par Ernest Labrousse ou par l'école des Annales.
Il préconise une prise de distance avec une historiographie privilégiant l’histoire des organisations (partis, syndicats), afin de recentrer la recherche sur les acteurs « d’en bas », les ouvriers « réels ». Cette histoire « par le bas » (« history from below ») dont Thompson est le précurseur, affirme que l’expérience est toujours première par rapport au contexte, qu’il n’y a pas de structures, mais seulement des processus. Pour Roland Marx, Thompson « a démontré avec éclat, à propos des travailleurs anglais des années de la révolution industrielle, la capacité d'un marxiste de dénoncer les errements idéologiques de soi-disant disciples de l'auteur du Capital, de refuser les a priori théoriques et, s'agissant du thème majeur des classes, de ne pas professer des stéréotypes partisans sous le prétexte d'une prétendue efficacité politique ».
En effet, rejetant l'idée que la classe sociale ne se définirait que par l'infrastructure économique, Thompson définit celle-ci comme résultant également de processus historico-culturels et d'identification sociale : « ce phénomène apparaît lorsque des hommes partageant des expériences et une identité commune les articulent entre eux et par opposition à d'autres hommes possédant des intérêts différents ». Ces expériences communes « se traduisent en termes culturels et s'incarnent dans des traditions, des systèmes de valeur, des idées et des formes institutionnelles » et entraînent ainsi chez ces individus l'émergence progressive, la formation (making) d'une « conscience de classe ». Le conflit avec les individus ne partageant pas ces intérêts et cette culture commune sont évidemment centraux dans la formation de cette identité de classe, mais Thompson a souligné la place tenue par les facteurs culturels dans un processus qui reste historique. Ces multiples focales amenèrent E. P. Thompson à innover en matière de recherche historique en pratiquant de manière intensive l'interdisciplinarité : « il a démontré la nécessité d'associer, dans l'étude d'un groupe social, les méthodes de disciplines très diverses : de l'économie, des diverses sciences sociales et religieuses, de la psychologie individuelle et collective, de la critique littéraire » relève Roland Marx.

### La formation de la classe ouvrière anglaise
La réflexion d'E. P. Thompson en matière historique s'incarne dans son maître livre sur la formation de la classe ouvrière anglaise (The Making of the English Working Class, 1963, révisé en 1968 et 1980). Conçu à l'origine par son éditeur comme une simple histoire du mouvement ouvrier britannique au XIXe siècle, E. P. Thompson en a fait un ouvrage sur l'émergence d'une classe ouvrière qui « n'est pas apparue comme le soleil à un moment donné ». Prenant le contre-pied aussi bien des historiographies économistes libérales que marxistes orthodoxes, Thompson démontre que la classe ouvrière britannique « n'est ni une catégorie en soi, ni le produit social des rapports de production, mais le résultat d'un processus actif au cours duquel des acteurs concrets construisent leur identité dans et par la lutte ». Il ne s'agit donc pas pour Thompson de poser les jalons historiques d'un mouvement ouvrier né spontanément, d'un trait et tout armé de la révolution industrielle, mais de saisir la cristallisation progressive en classe ouvrière d'un univers divers et coloré de tondeurs, tricoteurs ou tisserands à bras confrontés à une nouvelle réalité économique à la fin du XVIIIe siècle et au début du XIXe siècle, une révolution industrielle qu'il décrit comme une catastrophe pour ceux qui la subissent. C'est ce processus qui constitue le centre de l'ouvrage, dont la forme n'est pas non plus sans caractère : description des tavernes, « humour corrosif » et « mise en scène des archives de l'ordinaire » donnent à ce récit imagé l'aspect d'un « tableau foisonnant ». La méthode se veut, contre les approches plus quantativistes de l'école des Annales des années 1960, « qualitative dans sa saisie des façons de faire et des manières de dire ».
Par ailleurs, le riche exposé de Thompson, qui relève autant de l'histoire politique et culturelle que de l'histoire sociale, souligne les racines profondément et spécifiquement britanniques du processus d'élaboration de cette classe ouvrière-là : « le « free British man » (« l'Anglais né libre »), le « droit de naissance » de l'homme le plus pauvre, mais aussi le monde compliqué du dissent, les multiples rameaux du christianisme réformé, un terreau ambivalent du jacobinisme anglais ». Ce nouvel éclairage amène à relativiser l'atavisme réformiste du peuple britannique, cliché historiographique au moins depuis Bagehot, et à réévaluer sa dimension radicale.
La Formation de la classe ouvrière anglaise a exercé une influence exceptionnelle sur toute une génération d’historiens aux États-Unis et en Europe, même si son écho a été nettement plus tardif en France, où le livre n'est traduit qu'en 1988. Appropriées par exemple par les subaltern studies indiennes, les problématiques et les méthodes d'analyse d'E. P. Thompson sont toujours d'actualité : l'histoire « vue d'en bas » (history from below) comme « la notion d'agency (« puissance d'agir ») - ici, la capacité de ces proto-ouvriers à mobiliser des traditions britanniques d'émancipation du common man pour agir et résister au nouvel ordre du monde - demeure[nt] au cœur des sciences sociales d'aujourd'hui ».

### Sauver le luddisme de «l’énorme condescendance de la postérité»
E. P. Thompson a consacré de nombreux articles, qui ont fait date, aux conséquences, pour la classe ouvrière, de l'industrialisation et de la formation du capitalisme : résistances et sabotages (luddisme), discipline imposée au travail et « économie morale de la foule ». Pour E. P. Thompson, l’émeute rurale est en effet le vecteur d’une politique latente, d’une culture et d’une morale ordinaire fruit du bon sens des gens de peu. En quelque sorte, le but de Thompson à travers son concept d’« économie morale de la foule », est quelque peu similaire à celui de sauver le luddisme de « l’énorme condescendance de la postérité » qu’il retrouve aussi bien du côté d’une histoire économique obsédée par la construction d’indicateurs scientifiques de la croissance, que d’une histoire ouvrière soucieuse de montrer l’essor et la gloire des « vrais » représentants de la classe ouvrière.
Cette notion d'économie morale, introduite dans La formation de la classe ouvrière anglaise avant d'être explicitée dans The moral economy of the English crowd in the eighteenth century (in Past & Present, 50, 1971, p. 76-136), est liée à sa critique du réductionnisme économique marxiste faite dans l'ouvrage précité. Il affirmait ainsi, comme l'explique Didier Fassin, que « lorsqu’ils se révoltaient, les paysans au XVIIIe et les ouvriers au XIXe siècle n’étaient pas seulement mus par des raisons matérielles, comme la pauvreté, voire physiologiques, comme la faim, mais par des raisons morales, à savoir la rupture du contrat social les liant avec les commerçants, dans le premier cas, avec les patrons, dans le second », revendiquant ainsi une « économie morale traditionnelle faite de devoirs et d’obligations réciproques ».
La notion a été reprise et re-élaborée notamment par l'anthropologue James Scott, l'historienne des sciences Lorraine Daston ou plus récemment et plus fortement l'anthropologue Didier Fassin.

## Publications

### Ouvrages originaux en anglais
- William Morris : Romantic to Revolutionary, Londres, Lawrence & Wishart, 1955.
- The Making of the English Working Class, Londres, 1963.
- "Time, work-discipline and industrial capitalism", 1967.
- "The moral economy of the English crowd in the eighteenth century", Past & Present, no 50, 1971, p. 76-136.
- Warwick University Limited, Harmondsworth, Penguin, 1971.
- Open Letter to Leszek Kołakowski, 1974.
- Whigs and Hunters : The Origin of the Black Act, Londres, Allen Lane, 1975.
- (dir) Albion's Fatal Tree : Crime and Society in Eighteenth Century England, Londres, Allen Lane, 1975.
- The Poverty of Theory and Other Essays, Londres, Merlin Press, 1978.
- Writing by Candlelight, Londres, Merlin Press, 1980.
- Protest and Survive, Londres, Penguin, 1980.
- Zero Option, Londres, Merlin Press, 1982.
- The Heavy Dancers, Londres, Merlin Press, 1985.
- Double Exposure, Londres, Merlin Press, 1985.
- Star Wars, Londres, Penguin, 1985.
- Avec D. Smith (dir), Prospectus for a Habitable Planet, Penguin Books, 1987, 240 p
- The Sykaos Papers, Londres, Bloomsbury, 1988 (roman de science-fiction).
- Customs in Common : Studies in Traditional Popular Culture, Londres, Merlin Press, 1991.
- Making History: Writings on History and Culture, 1994.
- Witness Against the Beast : William Blake and the Moral Law, 1993.
- The Romantics : England in a Revolutionary Age, 1997.
- The Collected Poems, 1999.

### Ouvrages traduits en français
- L’Exterminisme. Armement nucléaire et pacifisme. Un débat avec Raymond Williams, Mike Davis, Rudolf Bahro, Roy et Jaurès Medvedev..., Paris, PUF, 1983, 315 p.
- La formation de la classe ouvrière anglaise [« The Making of the English Working Class »] (trad. de l'anglais), Paris, Le Seuil, 1988; éd. points, 2012, 1164 p. (ISBN 978-2-7578-2778-9)
- Avec Florence Gauthier et Guy-Robert Ikni, La Guerre du blé au XVIIIe siècle : la critique populaire contre le libéralisme économique au XVIIIe siècle, Montreuil, 1988.
- Temps, discipline du travail et capitalisme industriel [« Time, Work-Discipline, and Industrial Capitalism »], La Fabrique, 2004, 104 p. (ISBN 978-2-913372-42-9)
- La Guerre des forêts. Luttes sociales dans l’Angleterre du XVIIIe siècle [« Whigs and Hunters : The Origin of the Black Act. »] (trad. de l'anglais par Christophe Jaquet), Paris, Éditions La Découverte, coll. « La Découverte Poche / Sciences humaines et sociales no 460 », janvier 2017 (1re éd. 2014), 196 p. (ISBN 978-2-7071-9406-0, présentation en ligne) (traduction abrégée de l'ouvrage anglais)
- Les usages de la coutume. Traditions et résistances populaires en Angleterre, XVIIe – XIXe siècles, ["Customs in Common"], trad. de Jean Boutier et Arundhati Virmani, Paris, coll. Hautes Etudes, Gallimard, Le Seuil, Éditions de l'École des Hautes Études en Sciences Sociales, 2015, 702 p.
- Misère de la Théorie. Contre Althusser et le marxisme anti-humaniste ["Poverty of Theory"], trad. de Alexia Blin, Antony Burlaud, Yohann Douet, Alexandre Féron, Paris, L'échappée, coll. Versus, 2015, 385 p.  (ISBN 978-2-915830-93-4)
- Les romantiques. L’Angleterre à l’âge des révolutions [The Romantics : England in a Revolutionary Age], trad. de Marion Leclair et Edward Lee-Six, Paris, Les Éditions sociales, coll. Histoire, 2023 416 p.  (ISBN 9782353670765)